# Montezuma Castle National Monument

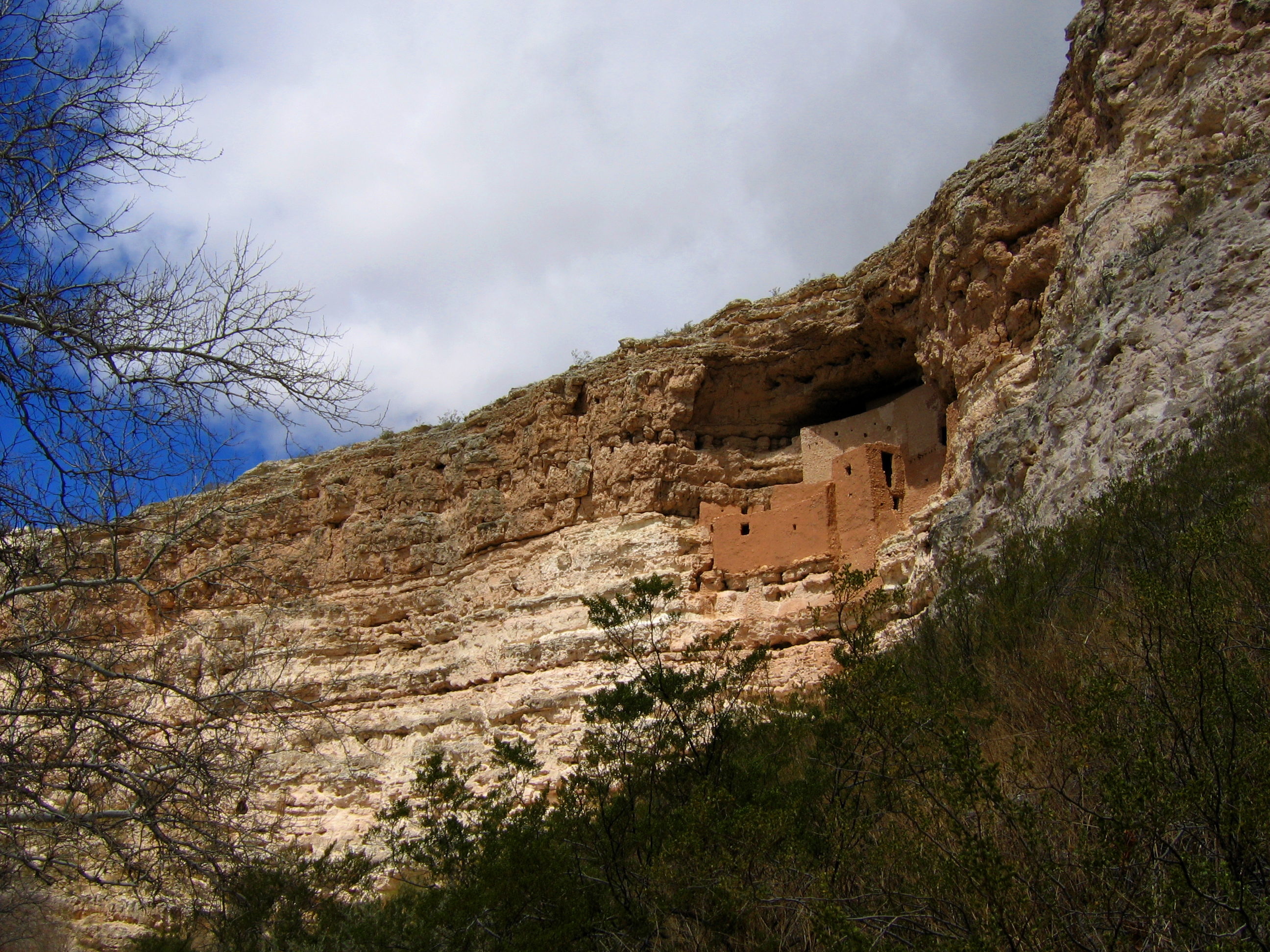
Montezuma Castle National Monument

Montezuma Castle National Monument – amerykański pomnik narodowy, znajdujący się w stanie Arizona. Na jego obszarze znajdują się ruiny osady wybudowanej przez Indian w pionowym urwisku. Zbudowana z kamienia osada składa się z 20 pomieszczeń położonych na 5 różnych poziomach.
Pomnik został ustanowiony decyzją prezydenta Theodore'a Roosevelta 8 grudnia 1906 roku. W 1937 powiększono obszar znajdujący się pod ochroną. Obecnie zajmuje powierzchnię 6,70 km² i jak wiele innych pomników narodowych zarządzany jest przez National Park Service. Od 1951 roku dostęp do ruin jest zamknięty dla publiczności i oglądać je można wyłącznie z oddali.
W tym miejscu zostały nakręcone zdjęcia do teledysku piosenki „Dead Embryonic Cells” z płyty Arise (1991) grupy Sepultura.